# Isparta (Provinz)
Isparta ist eine Provinz der Türkei und liegt im nordwestlichen Teil der Mittelmeerregion.
Die angrenzenden Provinzen sind (im Norden beginnend und im Uhrzeigersinn) Afyonkarahisar, Konya, Burdur und Antalya. Die Provinz Isparta belegt Platz 45 auf der Rangliste der bevölkerungsstärksten Provinzen. Die Provinzhauptstadt ist Isparta.
Isparta ist bekannt für seine Rosen, Rosenprodukte und handgeknüpften Teppiche. Außerdem ist die Provinz bekannt für ihre Äpfel, Sauerkirschen und Weintrauben.

## Geografie
Nebst dem 482 km² großen Eğirdir Gölü, dem zweitgrößten Süßwassersee der Türkei, gibt es noch eine Vielzahl weiterer Süßwasserseen. Dazu zählen unter anderem Gölcük Gölü, Kovada Gölü, Beyşehir Gölü und Burdur Gölü.
Isparta gehört neben sieben weiteren Provinzen zur türkischen Mittelmeerregion (Akdeniz Bölgesi), sie befindet sich im äußersten Nordwesten der Region. Sie belegt 10 % der Regionsfläche, aber nur 4,1 % der Bevölkerung. Im Ranking entspricht dies Platz 5 (Fläche) bzw. Platz 7 (Bevölkerung). Die Bevölkerungsdichte von 49,2 ist die zweitniedrigste (vor der Provinz Burdur mit 37 Einw. je km²).

## Geschichte
Das Gebiet der heutigen Provinz Isparta war im 14. Jahrhundert das Kerngebiet des Fürstentums (türkisch: Beylik) der Hamidoğulları, auch Hamididen genannt.
Der Letzte aus der Dynastie der Hamidoğulları, Hamitoğlu Kemaleddin Hüseyin Bey, verkaufte 1374 (andere Quellen: 1381) sein Fürstentum für 80.000 Goldstücke an den osmanischen Sultan Murad I. und mit Hüseyins Tod 1390 fiel die Stadt an das Osmanische Reich und wurde als Sandschak Hamid Teil des Beylerbey Anatolien, das von Kütahya aus verwaltet wurde.
1846 entstand nach einer Verwaltungsreform im Osmanischen Reich die Provinz Konya (türkisch: Konya Vilayet), der der Sandschak Hamid zugeordnet wurde. Der Sandschak bestand damals aus den sechs Bezirken Hamid, Burdur, Uluborlu, Havza-ı Karaağaç, Gölhisar-Kemire-Tefenni und Barla-Pavlu-Ağros-Eğirdir. Nach der Provinzverordnung von 1877 wurde das Gebiet um Burdur mit Gölhisar-Kemire-Tefenni als eigener Sandschak von Hamid abgetrennt. Als Ausgleich kamen die Bezirke Karaağaç, Hoyran und Yalvaç von Konya zur Provinz Hamid, wobei der Bezirk Hoyran aufgelöst wurde und zu Yalvaç kam. Yalvaç ist bis heute der größte Landkreis der Provinz. Die Bezirke Havza-ı Karaağaç wurden in Karaağaç und Barla-Pavlu-Ağros-Eğirdir in Eğirdir umbenannt. 1914 gab es nur noch fünf Bezirke: Hamid, Eğirdir, Şarkikaraağaç, Uluborlu und Yalvaç.
Zu Beginn des Ersten Weltkrieges 1914 wurden alle Armenier des Sandschaks zwangsrekrutiert, um angeblich im Straßenbau für die Armee zu arbeiten, die Frauen und Kinder wurden nach Osten verschleppt. Über ihr Schicksal ist nichts bekannt, wahrscheinlich wurden sie Opfer des Völkermords an den Armeniern 1915.
Nach dem Ende des Ersten Weltkrieges wurde der Sandschak Hamid im Rahmen des Vertrags von Sèvres der italienischen Zone zugeschlagen. Italienische Truppen marschierten Richtung Burdur und erreichten Hamidabad (Isparta) am 28. Juni 1919. Ein türkischer Aufstand in der Stadt, der sich bis August 1919 hinzog, führte zum Rückzug der italienischen Truppen nach Antalya.
1923 wurde die griechische Bevölkerung der Provinz auf Grund des Vertrags von Lausanne vertrieben. Gleichzeitig siedelten sich erneut Türken an, die aus Bulgarien vertrieben wurden.
Mit Gründung der Türkischen Republik 1923 wurde das Land neu strukturiert und aus dem Sandschak Hamid der Provinz Konya wurde die Provinz (türkisch: İl) Isparta mit den Landkreisen (türkisch: İlçe) Isparta, Eğirdir, Şarkikaraağaç, Uluborlu und Yalvaç.
1926 wurde aus dem Norden des Landkreises Isparta der Kreis Atabay gebildet. 1938 wurde knapp ein Drittel des Landkreises Eğirdir, fast der gesamte Süden mit der Stadt Cebel, abgetrennt und zu einem eigenen Landkreis. Stadt und Kreis wurden in Sütçüler umbenannt. Der südwestliche Teil von Uluborlu wurde 1948 als Keçiborlu ein eigener Landkreis. Uluborlu wurde 1952 nochmals verkleinert, als der Ostteil abgetrennt wurde und mit Senirkent ein eigener Kreis entstand.
1954 entstand aus dem Westteil von Şarkikaraağaç der Kreis Gelendost.
1987 wurde der Bucak Aksu von Eğirdir getrennt und ein eigener Kreis. Der Kreis Gönen entstand 1990 aus dem ländlich geprägten nördlichen Teil von Isparta. 1991 geschah die letzte Gebietsänderung in der Provinz, als der Süden des Landkreises Şarkikaraağaç, der ein eigener Bucak war, als Yenişarbademli zum eigenen Kreis erhoben wurde. Yenişarbademli ist der jüngste und kleinste Landkreis der Provinz.

## Verwaltungsgliederung
Die Provinz gliedert sich in 13 Landkreise (İlçe):
| Kreis- code 1 | Landkreis      | Fläche 2 (km²) | Bevölkerung (2020) 3 | Bevölkerung (2020) 3       | Anzahl der Einheiten   | Anzahl der Einheiten     | Anzahl der Einheiten | Dichte (Ew./km²) | städt. Anteil (in %) | Sex Ratio 4 | Grün- dungs- datum 5, 6 |
| Kreis- code 1 | Landkreis      | Fläche 2 (km²) | Landkreis (İlçe)     | Verwal- tungssitz (Merkez) | Gemein- den (Belediye) | Stadt- viertel (Mahalle) | Dörfer (Köy)         | Dichte (Ew./km²) | städt. Anteil (in %) | Sex Ratio 4 | Grün- dungs- datum 5, 6 |
| ------------- | -------------- | -------------- | -------------------- | -------------------------- | ---------------------- | ------------------------ | -------------------- | ---------------- | -------------------- | ----------- | ----------------------- |
| 1755          | Aksu           | 544            | 4.244                | 1.823                      | 1                      | 9                        | 13                   | 7,8              | 42,95                | 1011        | 1987                    |
| 1154          | Atabey         | 223            | 5.662                | 4.299                      | 1                      | 9                        | 5                    | 25,4             | 75,93                | 1040        | 1960                    |
| 1297          | Eğirdir        | 1315           | 31.435               | 18.970                     | 2                      | 28                       | 29                   | 23,9             | 60,35                | 985         |                         |
| 1341          | Gelendost      | 610            | 15.149               | 5.338                      | 1                      | 10                       | 13                   | 24,8             | 35,24                | 1017        | 1954                    |
| 1929          | Gönen          | 285            | 7.157                | 5.261                      | 2                      | 10                       | 5                    | 25,1             | 73,51                | 986         | 1990                    |
| 1401          | Isparta Merkez | 773            | 26.2255              | 24.6918                    | 3                      | 50                       | 20                   | 339,3            | 94,15                | 1018        |                         |
| 1456          | Keçiborlu      | 494            | 13879                | 9111                       | 2                      | 16                       | 14                   | 28,1             | 65,65                | 993         | 1948                    |
| 1615          | Senirkent      | 521            | 11.231               | 8.417                      | 2                      | 15                       | 7                    | 21,6             | 74,94                | 1045        | 1952                    |
| 1648          | Sütçüler       | 1235           | 9.979                | 2.243                      | 1                      | 7                        | 30                   | 8,1              | 22,48                | 1003        | 1938                    |
| 1651          | Şarkikaraağaç  | 1068           | 24.889               | 14.642                     | 3                      | 16                       | 26                   | 23,3             | 58,83                | 1030        |                         |
| 1699          | Uluborlu       | 240            | 6.184                | 5.218                      | 1                      | 11                       | 4                    | 25,8             | 84,38                | 968         |                         |
| 1717          | Yalvaç         | 1402           | 46.304               | 23.478                     | 2                      | 32                       | 37                   | 33,0             | 50,70                | 1016        |                         |
| 2001          | Yenişarbademli | 237            | 1.936                | 1.651                      | 1                      | 4                        | 1                    | 8,2              | 85,28                | 1084        | 1990                    |
| 32 ISPARTA    | 32 ISPARTA     | 8.946          | 440.304              |                            | 22                     | 217                      | 204                  | 49,2             | 78,89                | 1015        |                         |

## Bevölkerung

### Ergebnisse der Bevölkerungsfortschreibung
Nachfolgende Tabelle zeigt die jährliche Bevölkerungsentwicklung am Jahresende nach der Fortschreibung durch das 2007 eingeführte adressierbare Einwohnerregister (ADNKS). Zusätzlich sind die Bevölkerungswachstumsrate und das Geschlechterverhältnis (Sex Ratio d. h. Anzahl der Frauen pro 1000 Männer) aufgeführt. Der Zensus von 2011 ermittelte 412.039 Einwohner, das sind über 100.000 Einwohner mehr als zum Zensus 2000.

| Jahr | Bevölkerung am Jahresende | Bevölkerung am Jahresende | Bevölkerung am Jahresende | Wachstums- rate der Be- völkerung (in %) | Geschlechter verhältnis (Frauen auf 1000 Männer) | Rang (unter den 81 Provinzen) |
| Jahr | gesamt                    | männlich                  | weiblich                  | Wachstums- rate der Be- völkerung (in %) | Geschlechter verhältnis (Frauen auf 1000 Männer) | Rang (unter den 81 Provinzen) |
| ---- | ------------------------- | ------------------------- | ------------------------- | ---------------------------------------- | ------------------------------------------------ | ----------------------------- |
| 2020 | 440.304                   | 218.526                   | 221.778                   | −1,04                                    | 1015                                             | 45                            |
| 2019 | 444.914                   | 221.316                   | 223.598                   | 0,79                                     | 1010                                             | 45                            |
| 2018 | 441.412                   | 219.681                   | 221.731                   | 1,75                                     | 1009                                             | 45                            |
| 2017 | 433.830                   | 218.617                   | 215.213                   | 1,52                                     | 984                                              | 45                            |
| 2016 | 427.324                   | 212.720                   | 214.604                   | 1,32                                     | 1009                                             | 45                            |
| 2015 | 421.766                   | 210.152                   | 211.614                   | 0,71                                     | 1007                                             | 45                            |
| 2014 | 418.780                   | 208.837                   | 209.943                   | 0,24                                     | 1005                                             | 46                            |
| 2013 | 417.774                   | 208.146                   | 209.628                   | 0,27                                     | 1007                                             | 46                            |
| 2012 | 416.663                   | 207.658                   | 209.005                   | 1,32                                     | 1006                                             | 46                            |
| 2011 | 411.245                   | 205.423                   | 205.822                   | −8,27                                    | 1002                                             | 47                            |
| 2010 | 448.298                   | 242.472                   | 205.826                   | 6,54                                     | 849                                              | 44                            |
| 2009 | 420.796                   | 214.788                   | 206.008                   | 3,27                                     | 959                                              | 46                            |
| 2008 | 407.463                   | 204.080                   | 203.383                   | −2,95                                    | 997                                              | 46                            |
| 2007 | 419.845                   | 218.146                   | 201.699                   | −                                        | 925                                              | 44                            |
| 2000 | 513.681                   | 270.782                   | 242.899                   |                                          | 897                                              | 42                            |

### Volkszählungsergebnisse
Nachfolgende Tabellen geben den bei den 14 Volkszählungen dokumentierten Einwohnerstand der Provinz Isparta wieder.
Die Werte der linken Tabelle sind E-Books (der Originaldokumente) entnommen, die Werte der rechten Tabelle entstammen der Datenabfrage des Türkischen Statistikinstituts TÜIK – abrufbar über diese Webseite:
| Jahr | Bevölkerung | Bevölkerung | Rang |
| Jahr | Provinz     | Türkei      | Rang |
| ---- | ----------- | ----------- | ---- |
| 1927 | 144.437     | 13.648.270  | 44   |
| 1935 | 166.441     | 16.158.018  | 47   |
| 1940 | 171.751     | 17.820.950  | 49   |
| 1945 | 172.543     | 18.790.174  | 48   |
| 1950 | 186.316     | 20.947.188  | 49   |
| 1955 | 212.080     | 24.064.763  | 51   |
| 1960 | 242.352     | 27.754.820  | 50   |

| Jahr | Bevölkerung | Bevölkerung | Rang |
| Jahr | Provinz     | Türkei      | Rang |
| ---- | ----------- | ----------- | ---- |
| 1965 | 266.240     | 31.391.421  | 49   |
| 1970 | 300.029     | 35.605.176  | 50   |
| 1975 | 322.685     | 40.347.719  | 50   |
| 1980 | 350.116     | 44.736.957  | 50   |
| 1985 | 382.844     | 50.664.458  | 49   |
| 1990 | 434.771     | 56.473.035  | 44   |
| 2000 | 513.681     | 67.803.927  | 42   |

Anzahl der Provinzen bezogen auf die Censusjahre:
- 1927, 1940 bis 1950: 63 Provinzen
- 1935: 57 Provinzen
- 1955: 67 Provinzen
- 1960 bis 1985: 73 Provinzen
- 1990: 73 Provinzen
- 2000: 81 Provinzen

## Sehenswürdigkeiten
Landschaftlich ist die Provinz durch die anatolische Seenplatte geprägt. Bei den kulturellen Epochen ist vor allem die Zeit der Hamidoğulları prägend.

### Natur
Die Nationalparks (türkisch: milli park)
- Kovada Gölü (türkisch: Kovada Gölü Milli Parkı, deutsch: Kovada-See) in den Landkreisen Sütçüler und Eğirdir.
- Kızıldağ (türkisch: Kızıldağ Milli Parkı) im Landkreis Yenişarbademli, der sich auf 25 km Länge am Westufer des Beyşehir-Sees entlangzieht.

Daneben sind noch besonders sehenswert
- Der Eğirdir-See, dessen Nordteil Hoyran-See (türkisch: Hoyran Gölü) genannt wird.
- Der Gölcük Gölü (deutsch: Gölcük-See), ein Kratersee am Akdag-Gebirge in 1300 m Höhe, im Südwesten der Stadt Isparta.
- Der Yazılı-Kanyon-Naturpark (türkisch: Yazılı Kanyon Tabiat Parkı), eine Schluchtenlandschaft mit bis zu 400 m Tiefe im Südosten von Sütçüler.
- Der Yaka Kanyonu, eine Schlucht südlich von Yakaköy im Kreis Yenişarbademli.
- Die Lavendelfelder von Kuyucak.
- Der Berg Dedegöl (auch: Dipoyraz) bei Yenişarbademli ist mit 2980 m Höhe (nach türkischen Messungen 2998 m)[11] der höchste Berg der Provinz; in seinem Inneren befindet sich ein 16 km langes Höhlensystem.
- Die Pınargözü Mağarası, ein Tropfsteinhöhlensystem im Dipoyraz bei Yaka, Kreis Aksu.
- Die Zindan Mağarası (deutsch: Kerker-Höhle), eine Tropfsteinhöhle nördlich von Aksu mit einem griechischen Quellheiligtum.

### Kultur
Die bedeutendste antike Ruinenstätte ist Antiochia in Pisidien (altgriechisch Αντιόχεια τὴς Πισιδίας Antiocheia tes Pisidias) in der Nähe von Yalvaç. Bei Gönen finden sich die Ruinen der griechisch-römischen Stadt Konana (Κωνάνα) in Pisidien (auch: Comana, Conana, Conan). Die Reste der griechisch-römischen Stadt Adada (Ἄδαδα) liegen bei dem Dorf Sağrak im Landkreis Sütçüler.
Aus byzantinischer Zeit stammen die Burgruinen in Eğirdir und Ulurborlu.
In der seldschukischen Epoche entstanden unter anderem
- die Karawansereien Eğirdir-Han in Eğirdir und Ertokuş Han bei Yeşilköy im Landkreis Gelendost, beide aus dem frühen 13. Jahrhundert.
- Die Ertokus Madrasa in Atabey, eine Koranschule, Anfang des 13. Jahrhunderts errichtet
- in Eğirdir die ältesten Teile der Taş Medrese, eine Koranschule aus dem Jahr 1238.
- Der Hamam in Gönen, zu Beginn des 13. Jahrhunderts erbaut.
- Die Kutlu Bey Cami, auch: Ulu Cami (deutsch: große Moschee) in Isparta; eine Moschee von 1299; Umbau unter Kutlu Bey 1417.
- Die Sefer-Ağa-Moschee aus dem 13. Jahrhundert in Sütçüler.
- Die Alaadin-Moschee in Uluborlu aus dem Jahre 1231.
- Der Balta Bey Hamam (auch: Muhtesip Hamami), ein Badehaus, erbaut 1180 in Uluborlu.

Zur Zeit der Hamidoğulları entstanden unter anderem
- die Taş Medrese (auch: Dündar Bey Madrasa) in Eğirdir. Feleküddin Dündar ließ sie 1301 aus den Steinen des ehemaligen Eğirdir-Hans ausbauen. Sie ist das historisch wertvollste Bauwerk der Hamidoğulları-Ära.
- Die Ulu Cami (deutsch: große Moschee) in Eğirdir von 1327.
- Die Hızır-Bey-Moschee in Isparta. Sie wurde zusammen mit dem Hızır Bey Hamam 1327/28 unter Hızır Bey erbaut, der Hamam ist heute eine Ruine. Die Moschee wurde 1888 beim großen Erdbeben in Isparta zerstört und nach dem Beben wieder aufgebaut.
- Die Fatih-Sultan-Moschee aus dem Ende des 13. Jahrhunderts in Şarkikaraağaç.
- Die Devlethan-Moschee in Yalvaç aus dem 13. Jahrhundert.
- Der Muhittin-Brunnen und der Arapçık-Brunnen in Uluborlu. Sie wurden zwischen 1300 und 1324 erbaut, ebenso wie die Efendi-Sultan-Moschee.

Aus der osmanischen Zeit sind u. a. folgende Bauten sehenswert:
- die frühosmanische Yokuşbaşı Moschee in Barla, 15. Jahrhundert.
- Die Afşar-Moschee in Gelendost aus dem Ende des 14. Jahrhunderts.
- Die Firdevs-Bey-Cami (auch: Firdevs Paşa Camii, Mimar Sinan Camii); eine Moschee aus dem Jahr 1561. Sie und der benachbarte Bedesten (deutsch: Markthalle) werden dem Architekten Sinan zugeschrieben. 1914 durch Erdbeben schwer beschädigt, danach renoviert.
- Die Merkez Cami von 1692 und die Sinan Bey Camii aus dem 17. Jahrhundert, zwei Moscheen in Keçiborlu.

## Persönlichkeiten
- Ramazan Avcı (1959–1985),  von Neonazis in Hamburg ermordet, in Gönen geboren und nach seinem Tod beigesetzt
- Süleyman Demirel (1924–2015), Politiker, Ministerpräsident und 8. Präsident der Republik Türkei
- Melike Demirağ (* 1956), Sängerin
- Mustafa Doğan (* 1976), Fußballer
- Emre Aydın (* 1981), Rockmusiker

## Fotogalerie

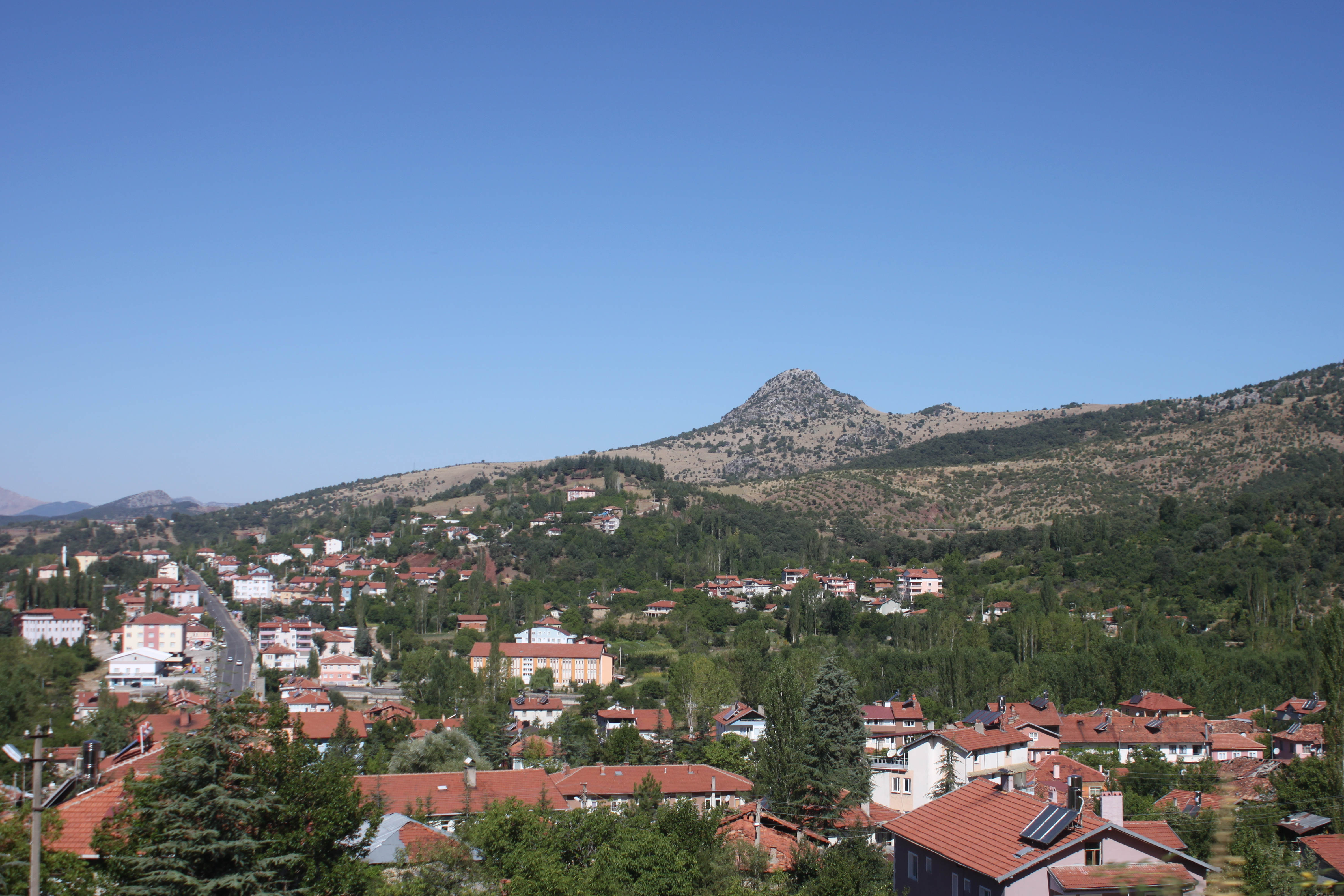
Aksu mit den Kuyucak-Bergen.
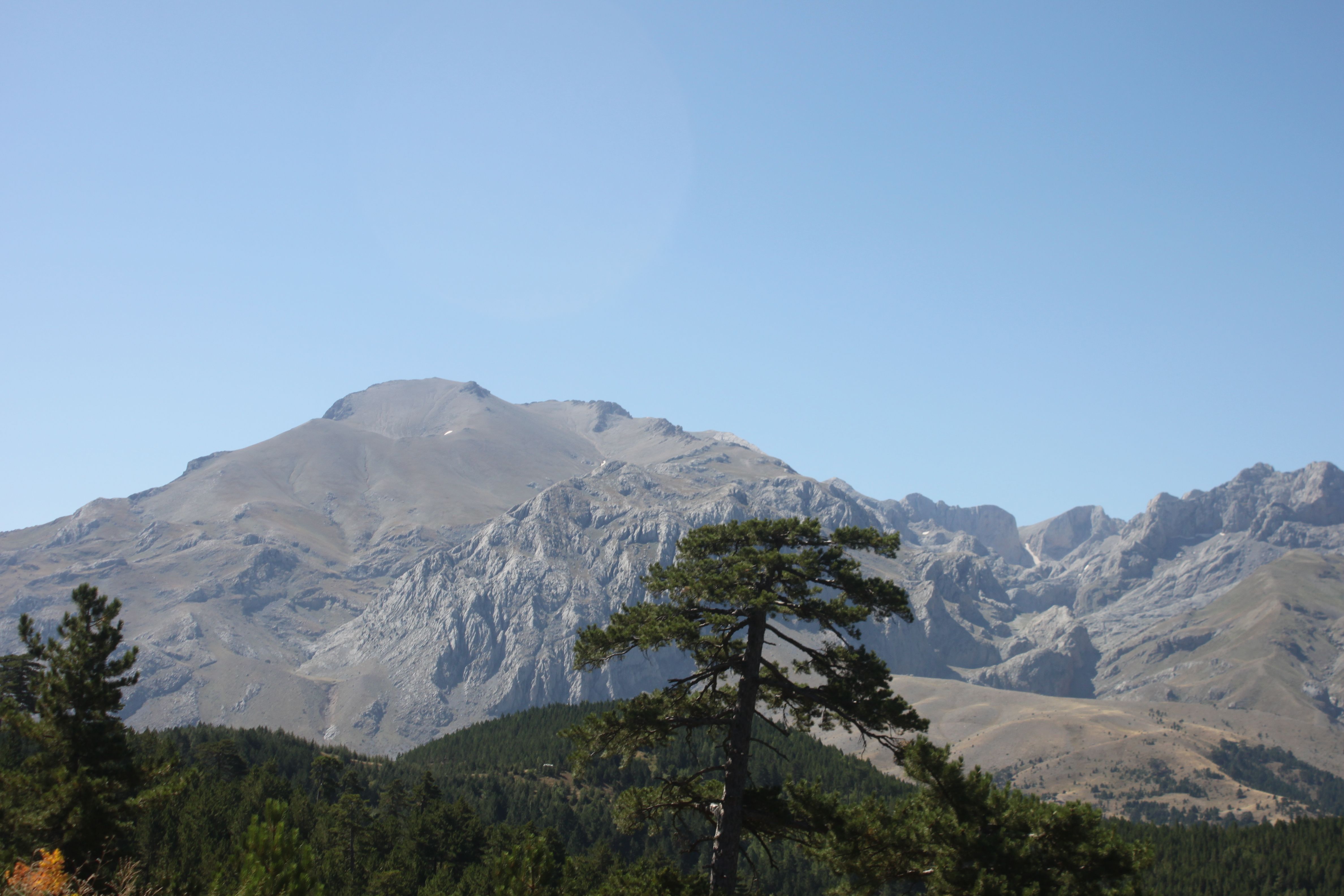
Dipoyraz, auch Dedegöl genannt, 2.980 m.
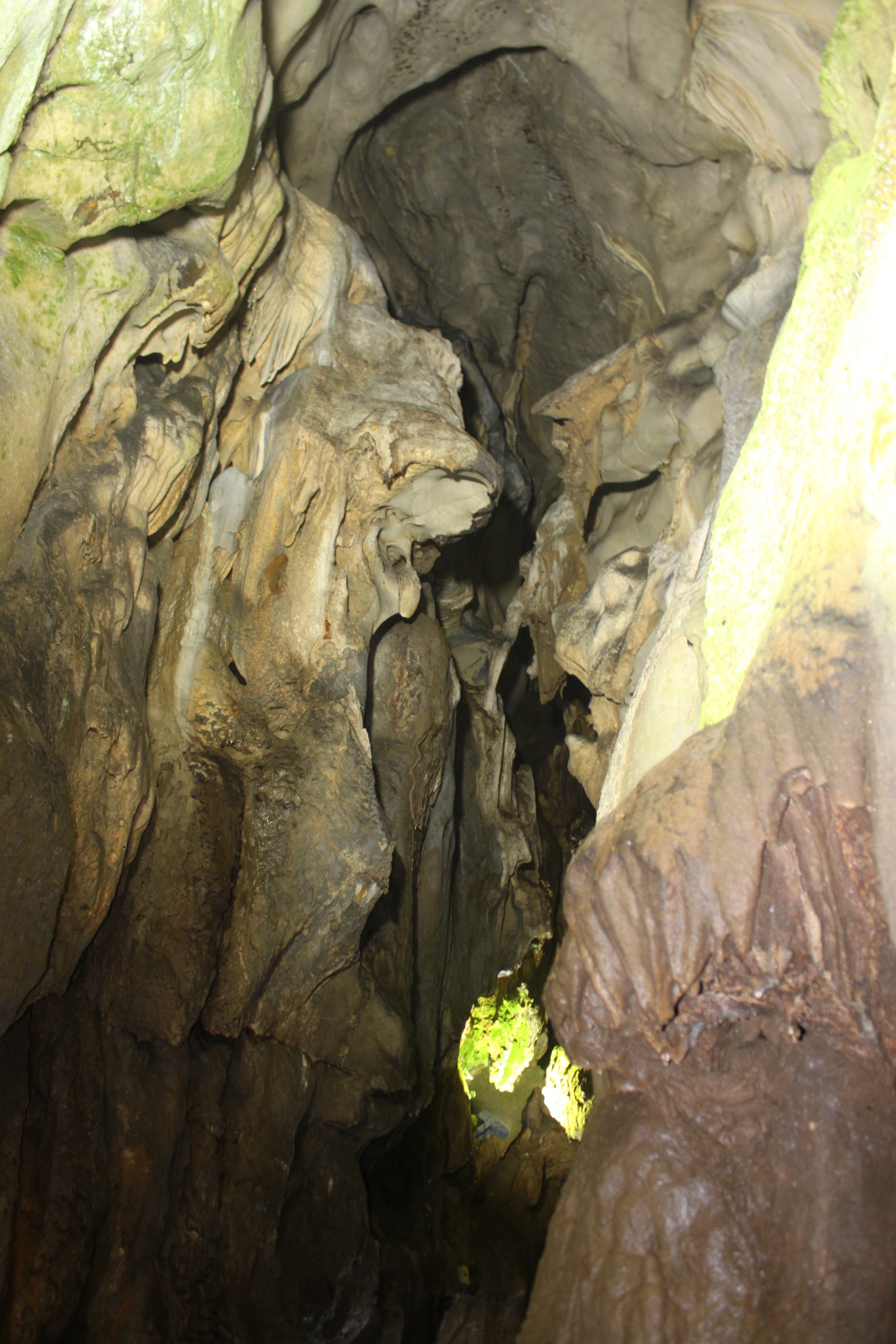
Die Zindan-Höhle bei Aksu.
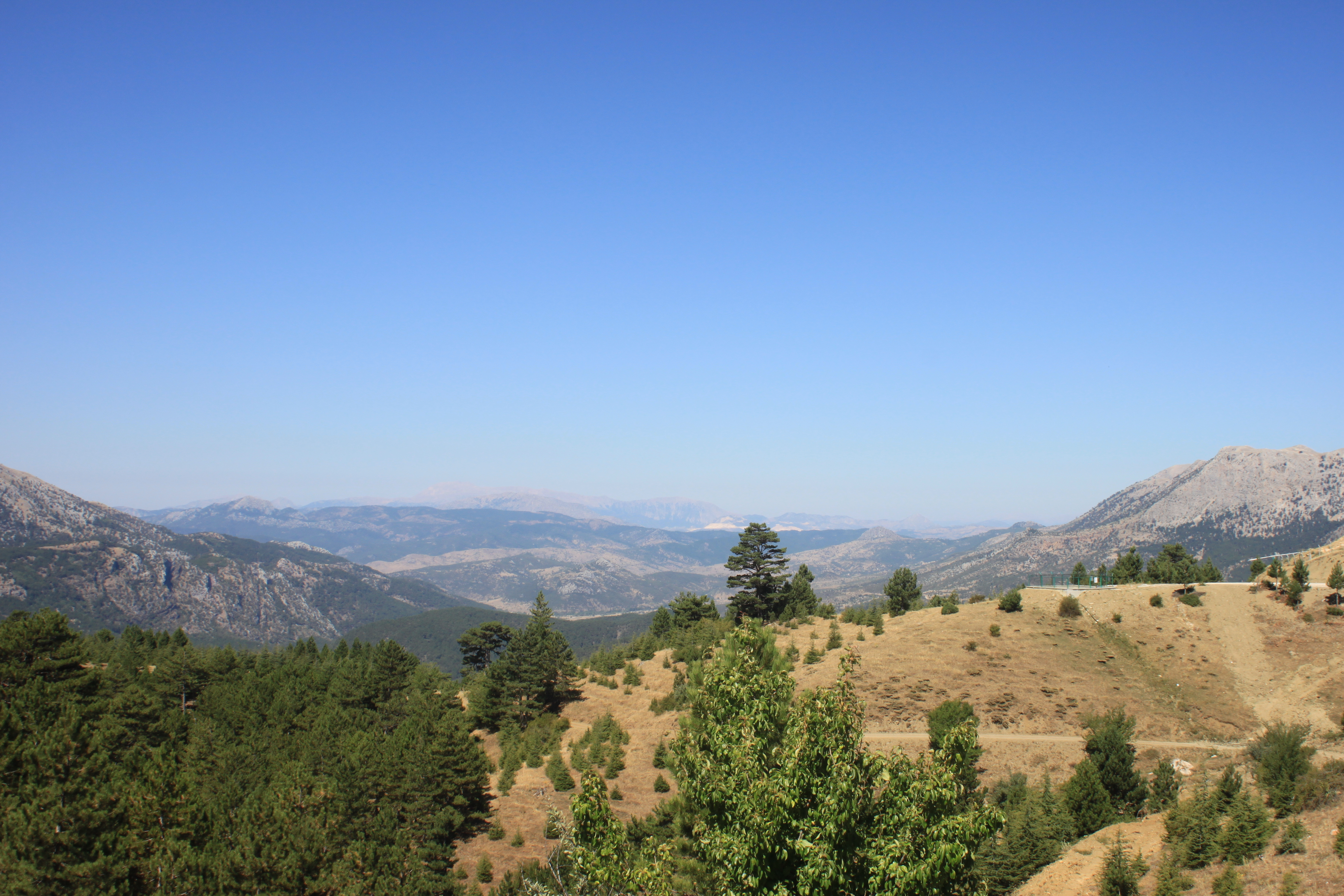
Nationalpark Kızıldağ bei Yenişarbademli; Blick nach Nord
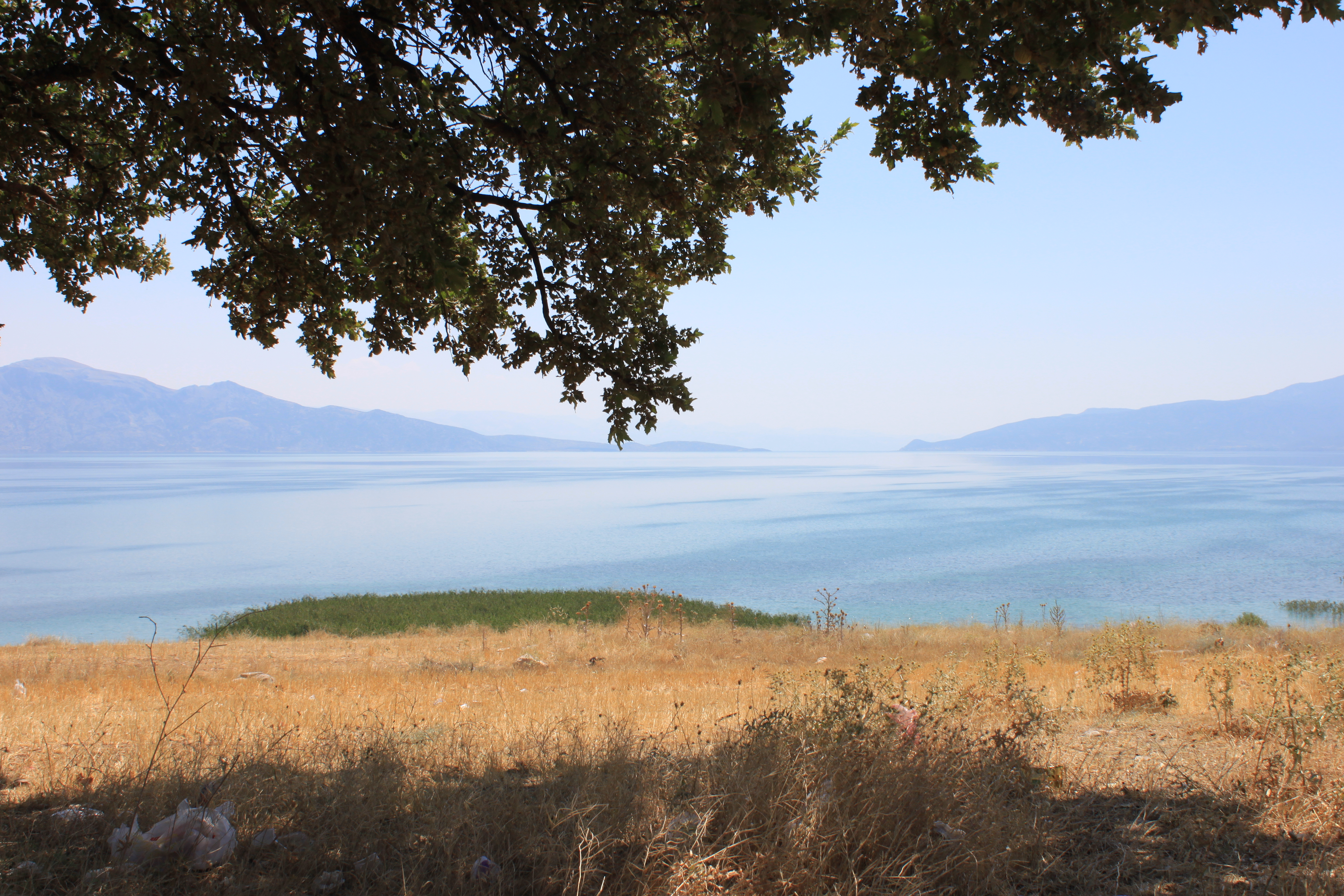
Der Hoyran-See bei Taşevi, Kreis Yalvaç.
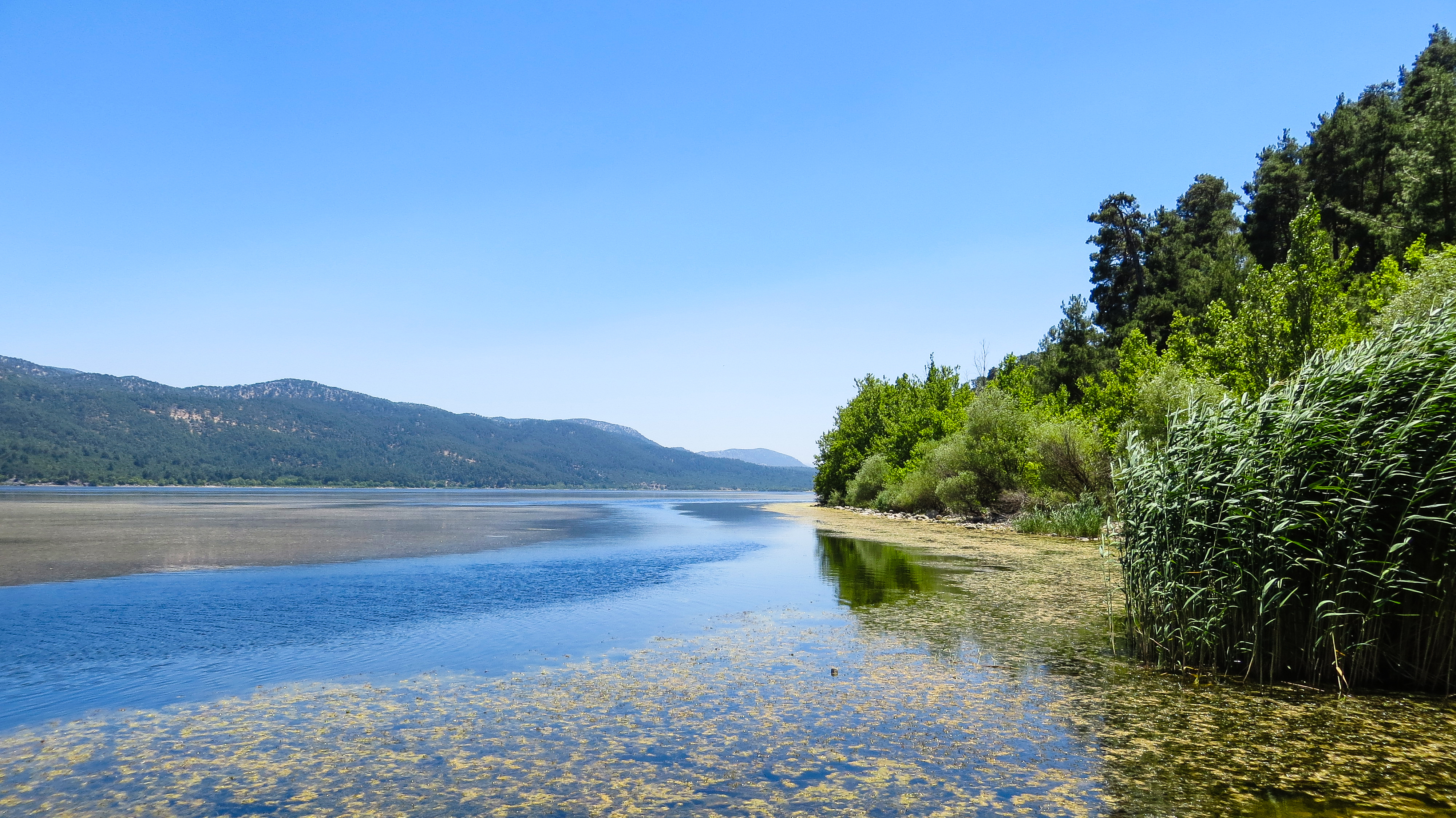
Der Kovada-See
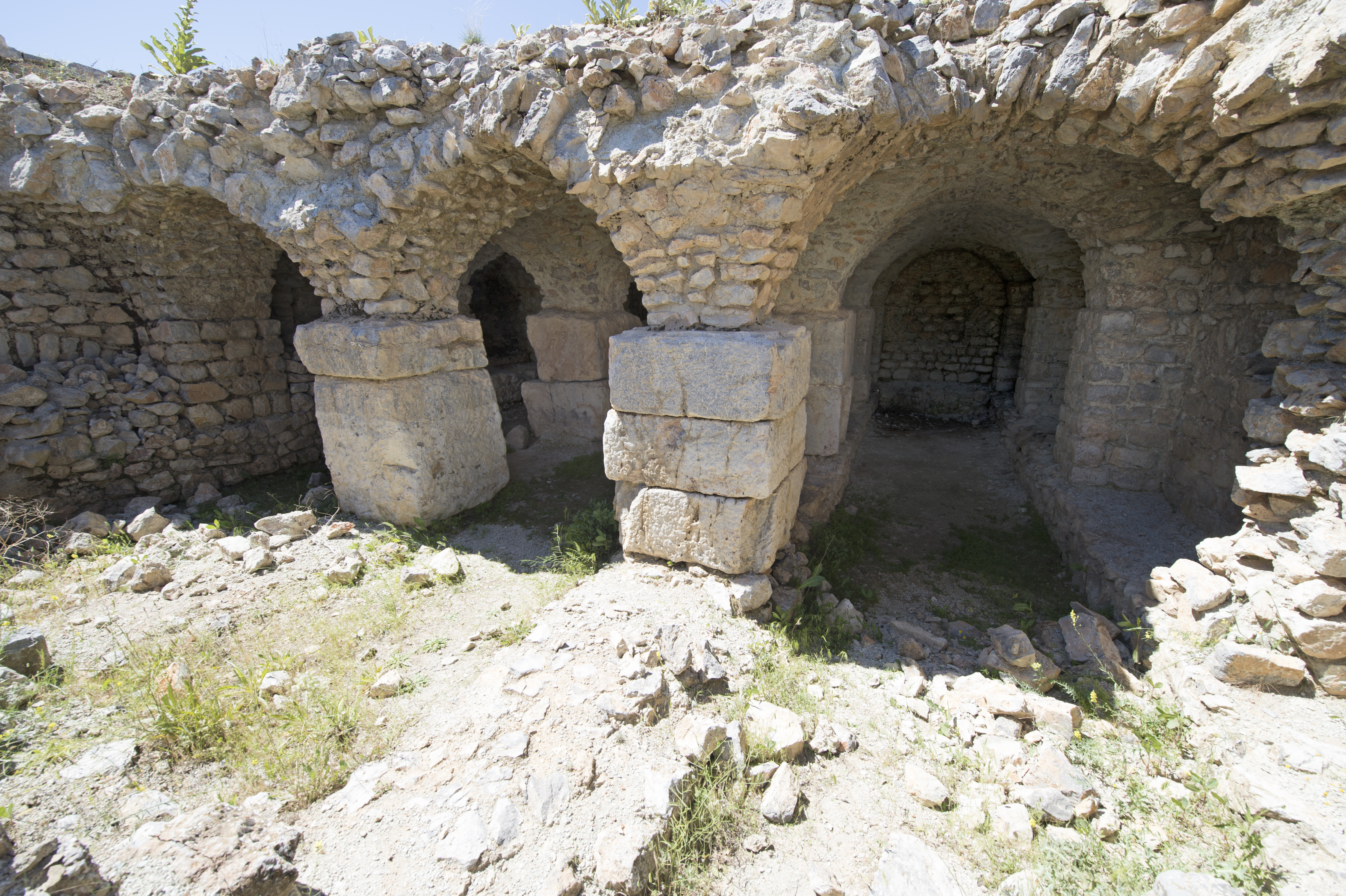
Antiochia in Pisidien.
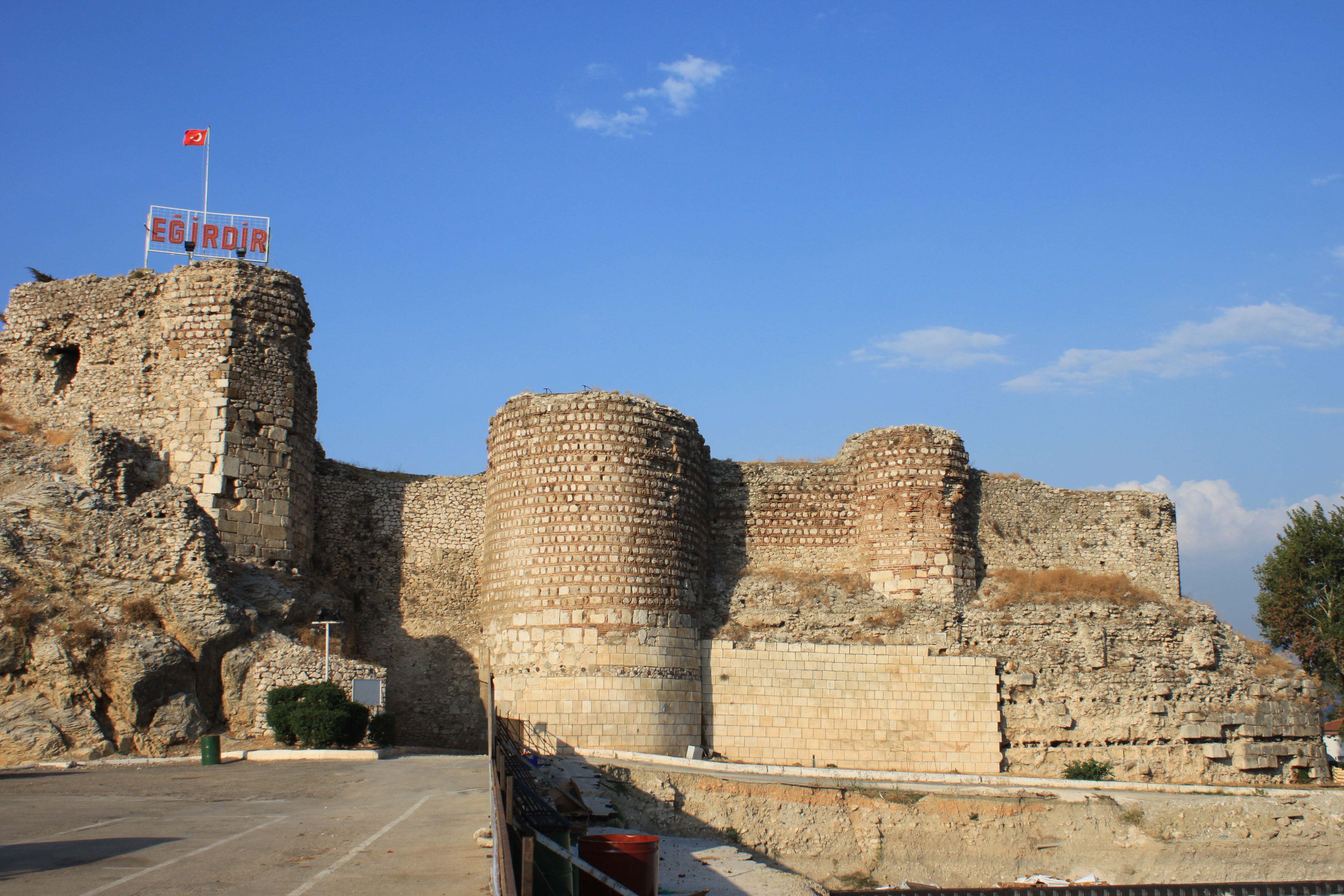
Eğirdir, byzantinisch-seldschukische Burg
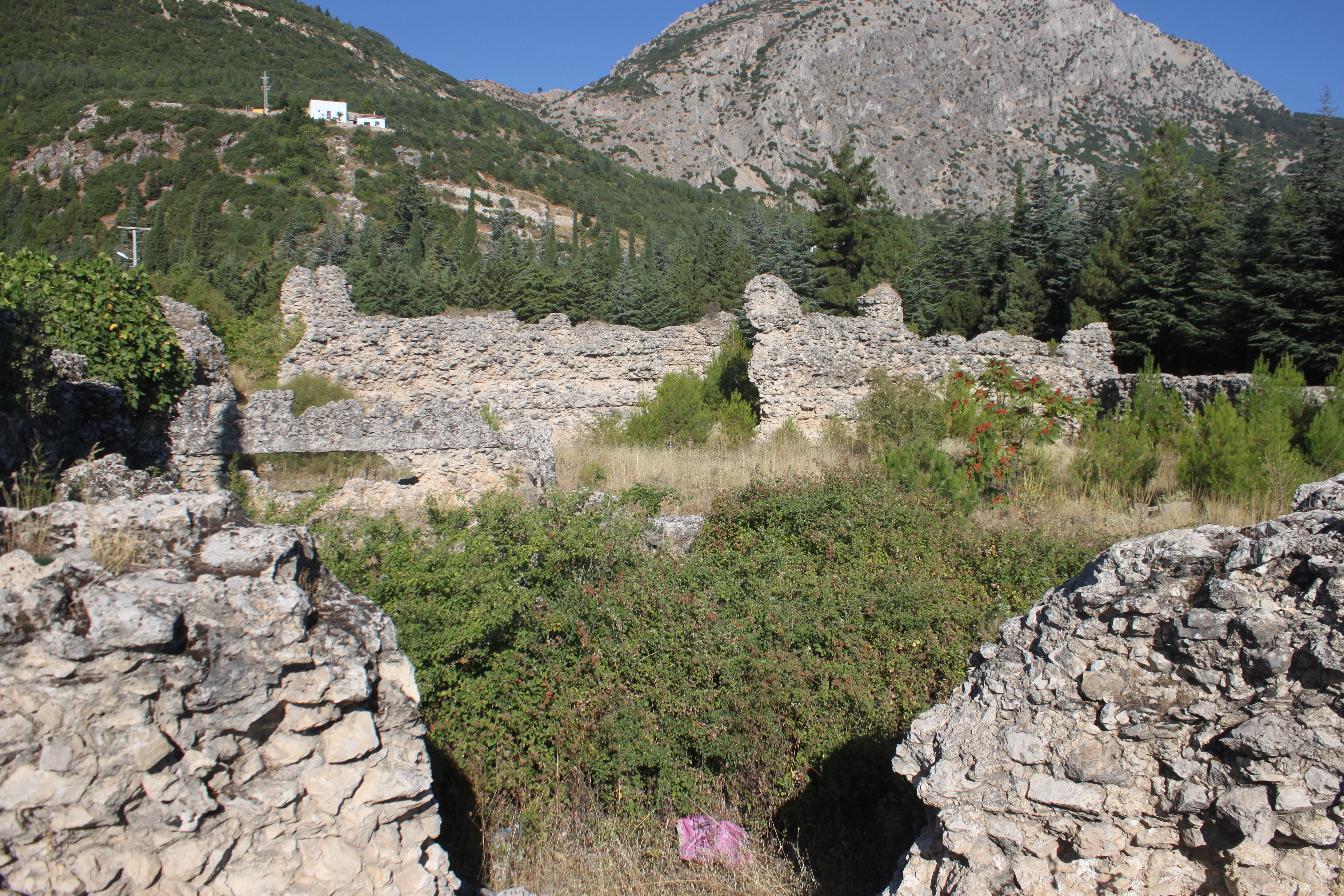
Eğirdir-Han von 1237.
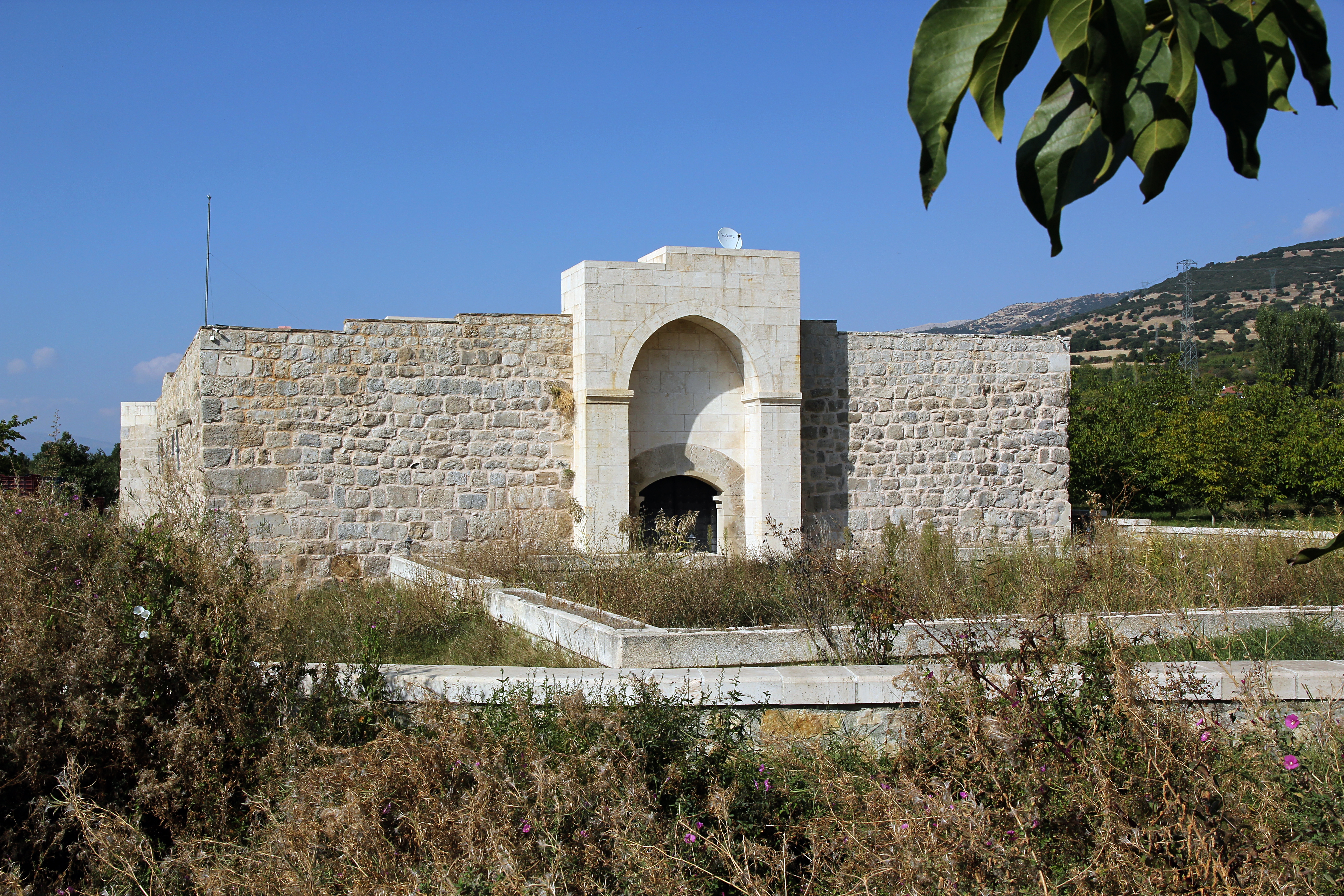
Ertokuş Han von 1224.
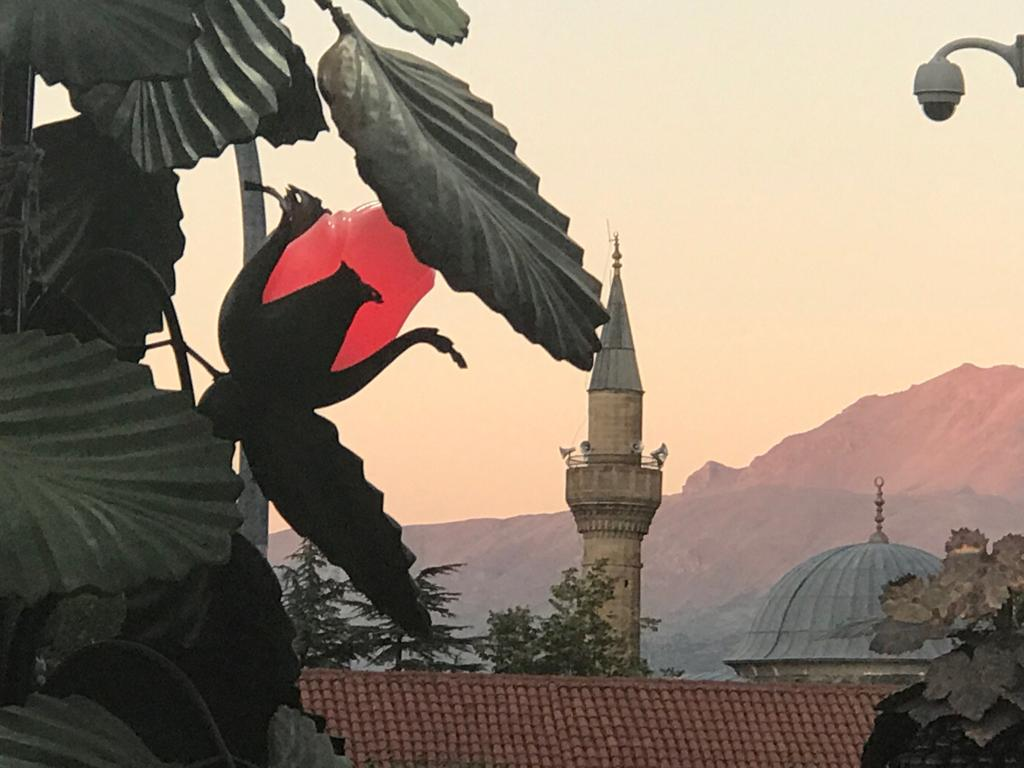
Isparta; Rosenlampe am Abend mit Kutlu Bey Cami.
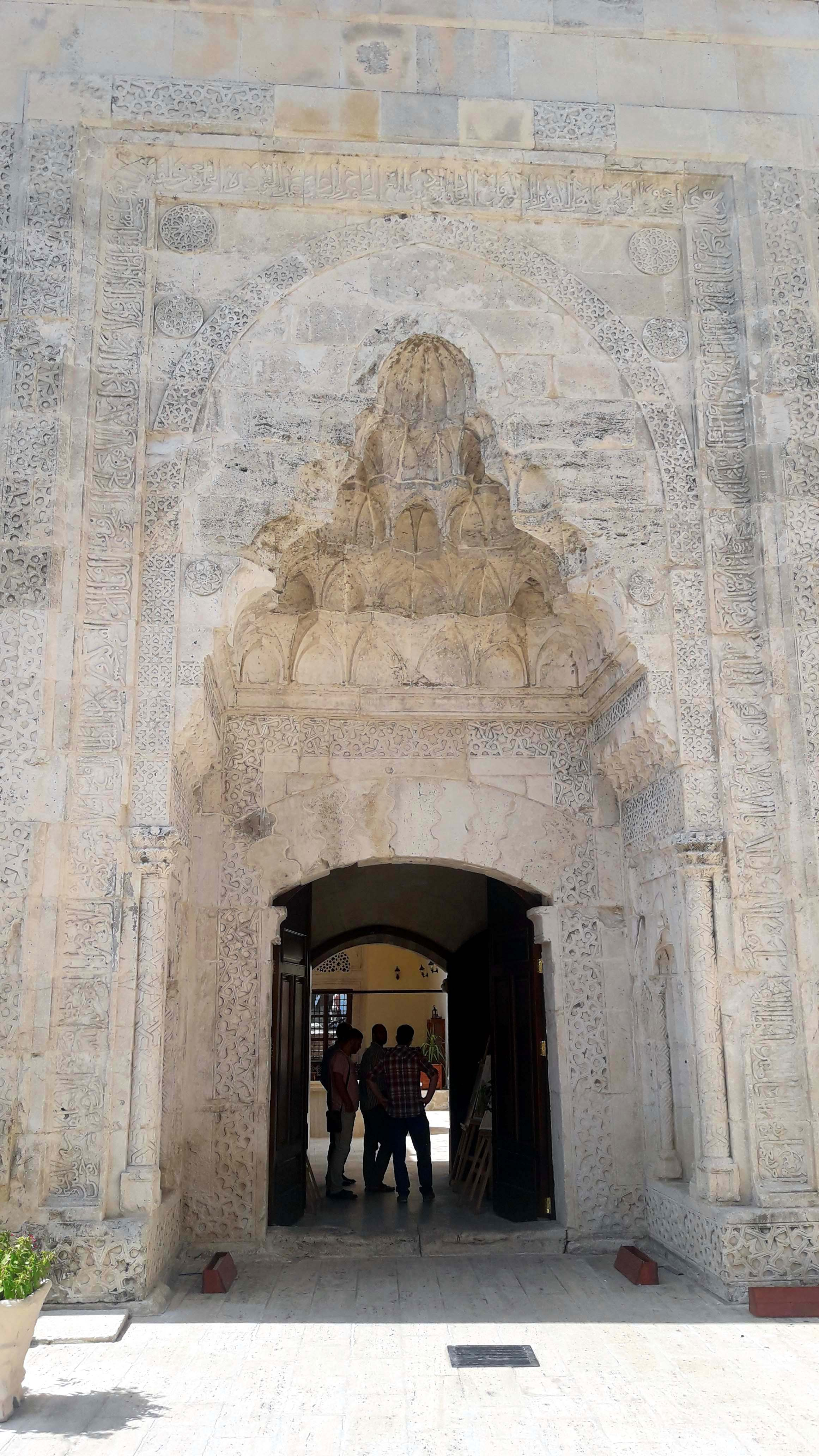
Dündar Bey Koranschule in Eğirdir.
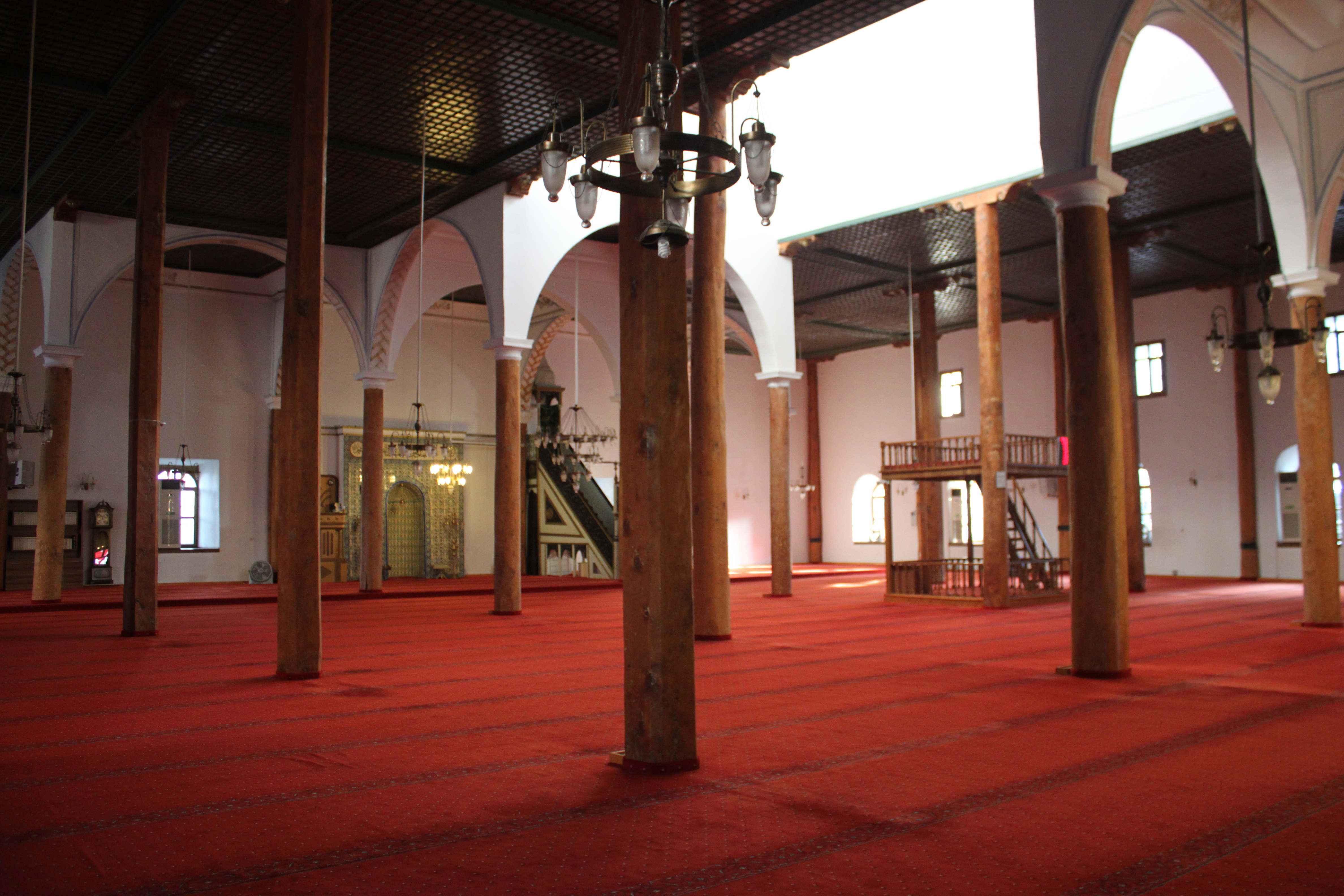
Eğirdir, Ulu Cami ("große Moschee"), auch Hızır Bey Camii genannt.
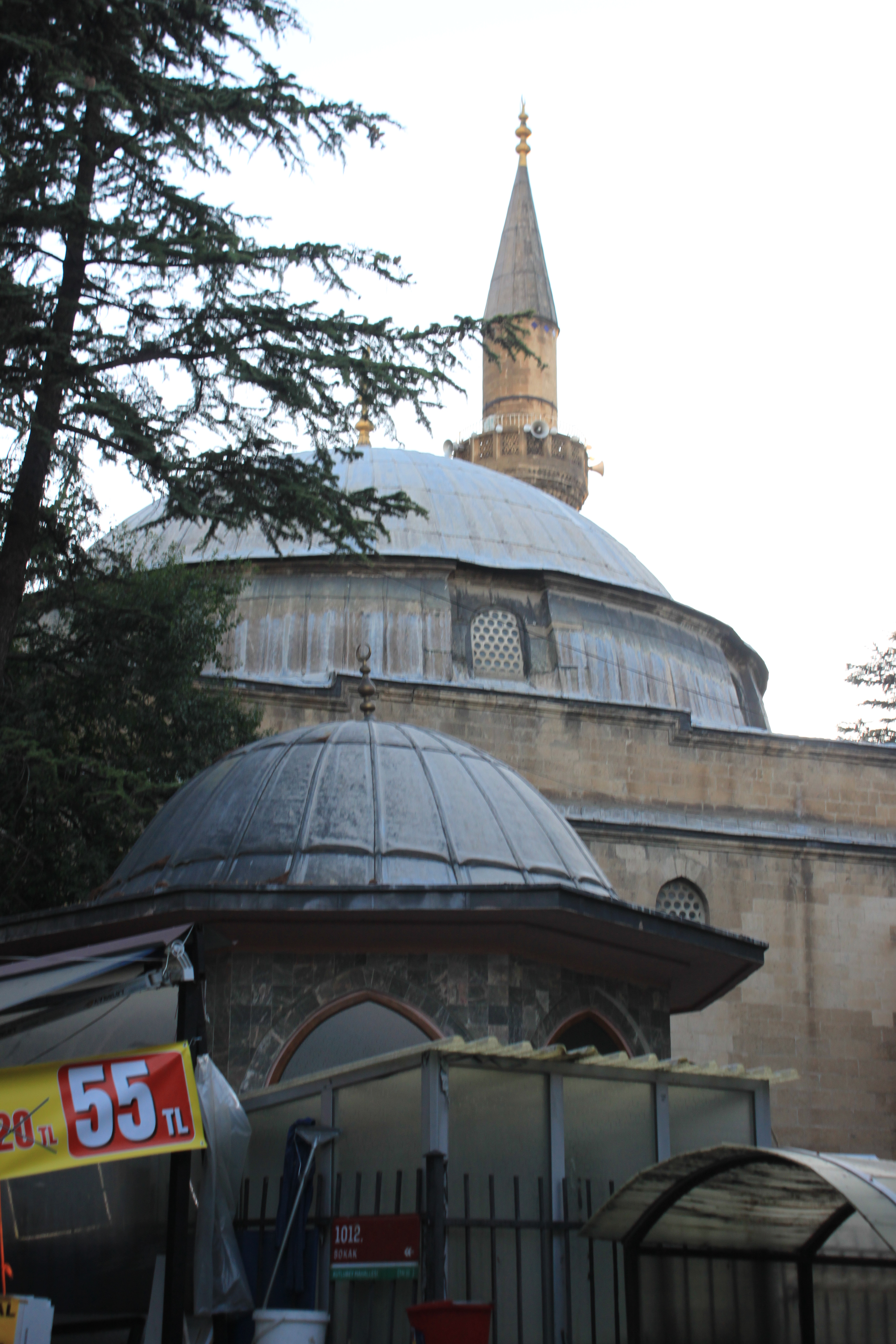
Die Firdevs Paşa Camii in Isparta.